# Peter Öhler (ur. 1992)
Peter Öhler (ur. 2 grudnia 1992) – niemiecki zapaśnik walczący w stylu klasycznym. Zajął piąte miejsce na mistrzostwach świata w 2021. Dziewiąty na mistrzostwach Europy w 2016. Piąty w Pucharze Świata w 2017. Wicemistrz świata juniorów w 2012 roku.
Mistrz Niemiec w 2015 roku.